# Joey Kooij
Joey Kooij (* 31. Oktober 1991 in Oostzaan) ist ein niederländischer Fußballschiedsrichter.
Kooij leitet seit der Saison 2015/16 Spiele in der Eerste Divisie und seit der Saison 2017/18 Spiele in der Eredivisie.
Seit 2022 steht er auf der Liste der FIFA-Schiedsrichter und leitet internationale Fußballspiele.